# Kilwinning no 0
Kilwinning no 0 (Mother Kilwinning ou K0 ou M∴ K∴ en typographie maçonnique) est le nom d'une loge maçonnique constituée au XIIe siècle dans la ville de Kilwinning, en Écosse. Membre de la Grande Loge d’Écosse, elle est reconnue comme « régulière » par la Grande Loge unie d'Angleterre. Vers les années 1630 la loge Kilwinning aurait rédigé le Rite du Mot de maçon, Mason's Word, qui selon les maçonnologues serait le plus ancien rituel maçonnique au monde.

## Histoire

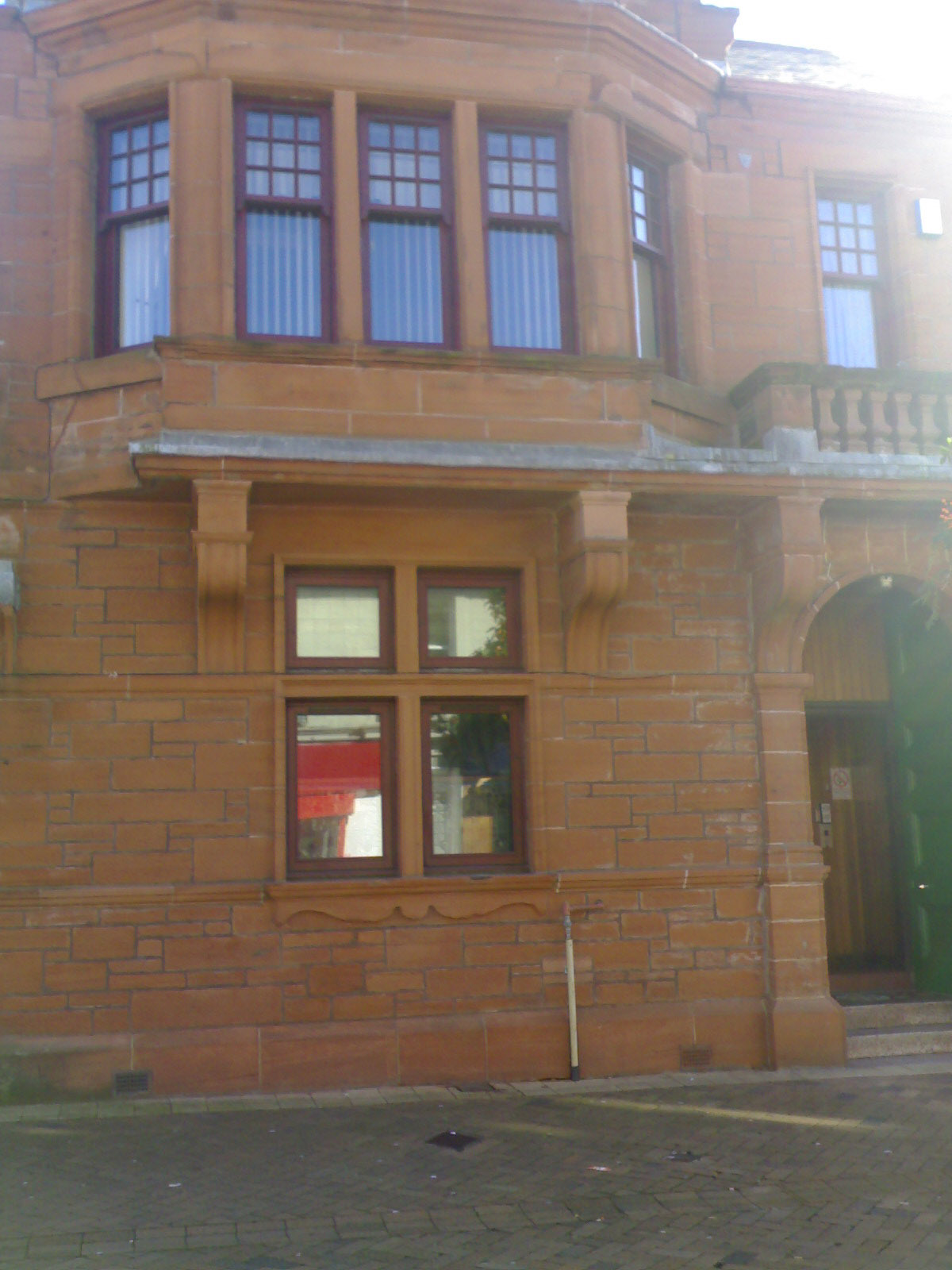
La loge Kilwinning no 0.

Kilwinning no 0 est souvent mentionnée comme étant la plus ancienne loge maçonnique d'Écosse, voire du monde. Les origines de la corporation dont elle est issue remonteraient au XIIe siècle
Elle porte le numéro zéro au matricule de la Grande Loge d’Écosse, à la suite de querelles historiques de préséance avec la Loge d'Edimbourg no 1 (Mary's Chapel) d'Édimbourg qui furent à l'origine de la publication des seconds Statuts Schaw en 1599.
Cette dispute se poursuivit jusqu'en 1807, date à laquelle la Grande Loge d'Écosse et la « Grande Loge de Kilwinning » se réunirent à Glasgow. La préséance que réclamait la loge de Kilwinning lui fut alors reconnue par l'attribution du numéro "0" lui permettant d'apparaître en tête des loges de la Grande Loge d'Écosse, devant Mary's Chapel no 1. En échange, la loge de Kilwinning accepta de renoncer à son indépendance et de mettre fin à sa séparation d'avec la Grande Loge d'Écosse.
C'est en son sein qu'aurait été créé, entre 1628 et 1637, le Rite du Mot de maçon.
Elle pratique aujourd'hui le Rite standard d'Écosse qui se réclame de son origine.

### Ouvrages utilisés pour la rédaction de cet article
- David Stevenson (trad. de l'anglais), Les premiers Francs-maçons : les loges écossaises originelles et leurs membres, Bagnolet, Ivoire-Clair, 1999, 256 p. (ISBN 2-913882-02-1)
- Patrick Négrier, La Tulip : Histoire du rite du Mot de maçon de 1637 à 1730, Ivoire Clair, 2005 (ISBN 978-2-913882-30-0)